# Radlach (Gemeinde Steinfeld)
Radlach ist eine Ortschaft und eine Katastralgemeinde der Gemeinde Steinfeld im Bezirk Spittal an der Drau in Kärnten.
Der Ort befindet sich im Oberen Drautal und südlich der Kreuzeckgruppe.

## Siedlungsentwicklung
Zum Jahreswechsel 1979/1980 befanden sich in der Katastralgemeinde Radlach insgesamt 90 Bauflächen mit 22.180 m² und 77 Gärten auf 67.396 m², 1989/1990 gab es 89 Bauflächen. 1999/2000 war die Zahl der Bauflächen auf 202 angewachsen und 2009/2010 bestanden 143 Gebäude auf 284 Bauflächen.

## Bodennutzung
Die Katastralgemeinde ist land- und forstwirtschaftlich geprägt. 151 Hektar wurden zum Jahreswechsel 1979/1980 landwirtschaftlich genutzt und 187 Hektar waren forstwirtschaftlich geführte Waldflächen. 1999/2000 wurde auf 150 Hektar Landwirtschaft betrieben und 193 Hektar waren als forstwirtschaftlich genutzte Flächen ausgewiesen. Ende 2018 waren 138 Hektar als landwirtschaftliche Flächen genutzt und Forstwirtschaft wurde auf 199 Hektar betrieben. Die durchschnittliche Bodenklimazahl von Radlach beträgt 33,5 (Stand 2010).